# Cholzer Chancy
Pour les articles homonymes, voir Chancy.
 (septembre 2018).
Cholzer Chancy (né le 16 février 1967) est un homme d'affaires et homme politique haïtien, président de la chambre des députés d'Haïti deux fois le 11 janvier 2016 et le 13 Janvier 2017 Il est aussi le vice-président de l’assemblée nationale de la 50e législature de la République d’Haïti. Député d’Ennery pour la première fois en mai 2006, il a été réélu trois fois à ce poste.

## Biographie
Cholzer Chancy est né le 16 février 1967 à Ennery, une commune du département de l'Artibonite, non loin de la ville des Gonaives, d’un père cultivateur et d’une mère commerçante et cultivatrice. Homme d’affaires avant toute chose, il s’est converti en agent de développement et défenseur de sa commune sur le plan infrastructurel et économique. 
Cholzer Chancy a été élève au lycée Fabre Geffrard des Gonaïves et Alexandre Pétion de Port-au-Prince. D'abord intéressé par l'agronomie, il s'est orienté au début des années 1990 vers l’Institut National d’Administration, de Gestion et des Hautes Études Internationales (INAGHEI), où il a décroché une licence en Gestion des Affaires.
Marié et père de deux enfants, Cholzer Chancy a été comptable en chef au quotidien L'Union, qu’il a quitté en 1994. Il a débuté comme assistant administrateur à l’Institut de sauvegarde du patrimoine national (ISPAN).
Il a ensuite soumis à la compagnie pétrolière Texaco un projet de station-service, qu'elle a financé jusqu’à 80%: cette station-service est installée depuis mai 2002 à Ennery, au pied du morne Puilboreau, dans le Haut Artibonite. 

### Carrière politique
Cholzer Chancy a été élu député d'Ennery au premier tour des élections générales de 2006 sous la bannière de Latibonit An Aksyon (AAA), un parti régional du département aujourd'hui nommé Ayiti An Aksyon (Haïti en action, AAA).
Au parlement haïtien, Cholzer Chancy a milité au sein du bloc « Concertation des Parlementaires Progressistes », communément appelé CPP. Il a été élu questeur trois ans plus tard. Il a été reconduit à ce poste à chaque renouvellement du bureau. 
Deux fois élu questeur à la 49e législature, président de la Commission de l’Économie et des Finances, Cholzer Chancy a été réélu à la chambre des députés au premier tour des élections législatives de 2015 pour un troisième mandat consécutif. 
Le 11 janvier 2016, il a été élu président de la Chambre des Députés de la 50e législature.
Le 2 avril 2019, Cholzer Chancy annonce sa démission au sein du Parti Ayiti An Aksyon qu'il avait cofondé avec l'ancien Sénateur Youri Latortue. Avec d'autres dissidents, anciens parlementaires et politiciens aguerris, Cholzer Chancy fonde son propre parti Alliance pour une Société Sans Exclusion (ASE).